# DRV PNK體育場
DRV PNK體育場 （英語：DRV PNK Stadium）(原名為邁阿密國際足球俱樂部體育場)（英語：Inter Miami CF Stadium）是一座位於於佛羅里達州 勞德代爾堡的足球專用體育場。興建於舊Lockhart體育場的舊址上，可容納21,550人，是美國職業足球大聯盟邁阿密國際足球俱樂部的主場。體育場除了球隊及其青年學院的主要總部，也有進一步的訓練場。

## 外部連結
- 官方网站